# Jiří Šmíček
Jiří Šmíček  (* 12. November 1963) ist ein ehemaliger deutsch-tschechischer Eishockeyspieler.

## Karriere
Jiří Šmíček spielte als Jugendlicher in seiner tschechischen Heimat sowohl Eishockey als auch Tennis. Zunächst feierte er einige Erfolge als Tennisspieler und gehörte im Nachwuchs zu den besten seines Landes. Doch aufgrund der besseren Trainingsbedingungen und der deutlich größeren Popularität des Eishockeys in der damaligen Tschechoslowakei entschied sich Šmíček zu einer Eishockey-Karriere. 1984 wechselte der links schießende Stürmer zunächst nach Nordamerika, wo er aber nur ein Spiel für Fredericton Express in der AHL bestritt. Noch während der Saison wechselte er nach Deutschland, wo er in der 1. Bundesliga für die Düsseldorfer EG spielte. 1988/89 spielte er ein Jahr für Eintracht Frankfurt. Anschließend war er vier Jahre für den EHC Freiburg und zwei Jahre für den EC Ratingen aktiv. Insgesamt bestritt Šmíček in seiner Karriere über 400 Bundesliga-/DEL-Spiele und erzielte dabei mehr als 200 Scorerpunkte.
Zur Saison 1995/96 wechselte Šmíček in die zweithöchste deutsche Spielklasse, die 1. Liga, wo er kurz für den ASV Hamm und anschließend drei Jahre für die Moskitos Essen spielte. Nach einer kurzzeitigen Rückkehr nach Freiburg spielte er zwei Jahre für die Gelsenkirchener EC „Schalker Haie“ in der dritten Liga. 2000 wechselte er für drei Jahre zum Regionalligisten Neusser EV. Seit 2003 spielte Šmíček, unterbrochen von einem Jahr beim EC Dorsten, für den EHC Solingen beziehungsweise dessen Nachfolgeclub EC Bergisch Land. Vor der Saison 2006/07 beendete er zunächst seine aktive Karriere und übernahm bei den Raptors den Trainerposten, kehrte aber nach der Hälfte der Saison auf das Eis zurück. Für den Rest des Jahres, sowie den Beginn der Spielzeit trat er als Spielertrainer auf, verließ aber im Oktober 2007 den Verein, da dieser einen Sparkurs einschlug. Seitdem ist Šmíček inaktiv, allerdings vereinbarte er mit den Raptors, bei einer Besserung der finanziellen Situation wieder für den Club spielen zu wollen.
Neben seiner Tätigkeit als Trainer bei den Raptors in Solingen betreibt Šmíček seit einigen Jahren in Neuss eine Tennisschule.